# Galilea Montijo
Galilea Montijo  (Guadalajara, Jalisco, Mexikó, 1973. június 5. –) mexikói színésznő, műsorvezető.

## Élete és pályafutása
1973. június 5-én született Guadalajarában. Karrierjét 1995-ben kezdte az El premio mayorban. 1999-ben a Tres mujeres című telenovellában Maricruz szerepét játszotta. 2006-ban a La verdad oculta című sorozatban kapott szerepet. 2011-ben hozzáment Fernando Reina Iglesiashoz. 2012-ben született egy fia, aki a Mateo nevet kapta.

## Filmográfia

### Telenovellák
- Hasta que el dinero nos separe (2010) .... Önmaga
- La verdad oculta (2006) .... Gabriela Guillén de Genovés / Martha Saldívar de Guzmán
- Amarte es mi pecado (2004) .... Galilea
- El precio de tu amor (2000) .... Valeria Ríos
- Tres mujeres (1999) .... Maricruz Ruiz
- Tú y yo (1996) .... Resignación
- Azul (1996) .... Mara
- El premio mayor (1995) .... Lilí

### Programok
- Fantástico Amor (1999)
- Vida TV (2001-2006) Műsorvezető
- Big Brother VIP (2002)
- Hospital el paisa (2004)
- Bailando por un sueño (2005)
- La Hora de la Papa (2007) Műsorvezető
- Buscando a la Nueva Banda Timbiriche (2007) Műsorvezető
- Cuánto quieres perder (2008) Műsorvezető
- Hazme reír y serás millonario (2009)
- Hoy (1999-2000, 2008 -2013) Műsorvezető
- Pequeños Gigantes (2011) Műsorvezető
- El Gran Show de los Peques (2011) Műsorvezető
- Pequeños Gigantes 2 (2012) Műsorvezető
- Hoy (2008-2013)  Műsorvezető

### Sorozatok
- Mujeres asesinas (2009) .... Lorena Garrido (Epizód "Las Garrido, codiciosas")
- Los simuladores (2009) .... Önmaga
- Los simuladores (2008) .... Műsorvezető
- Cásate conmigo, mi amor (2013) .... Valeria Mejía